# Hohe Wasserfalle
Hohe Wasserfalle är ett berg i Österrike.   Det ligger i distriktet Imst och förbundslandet Tyrolen, i den västra delen av landet, 400 km väster om huvudstaden Wien. Toppen på Hohe Wasserfalle är 2 784 meter över havet.
Terrängen runt Hohe Wasserfalle är huvudsakligen bergig, men åt nordost är den kuperad. Närmaste större samhälle är Telfs, 17,4 km norr om Hohe Wasserfalle. 
Trakten runt Hohe Wasserfalle består i huvudsak av gräsmarker. Runt Hohe Wasserfalle är det ganska tätbefolkat, med 65 invånare per kvadratkilometer.